# تپه ویس
تپه ویس مربوط به عصر مس - هزاره سوم و ۴ قبل از میلاد - سده‌های متاخر دوران‌های تاریخی پس از اسلام است و در شهرستان سرپل ذهاب، بخش مرکزی، دهستان دشت ذهاب، ۱/۵ کیلومتری غرب روستای تایشه‌ای واقع شده و این اثر در تاریخ ۲۶ اسفند ۱۳۸۷ با شمارهٔ ثبت ۲۵۵۸۷ به‌عنوان یکی از آثار ملی ایران به ثبت رسیده است.